# Limenitis fumida
Limenitis fumida är en fjärilsart som beskrevs av Hall 1938. Limenitis fumida ingår i släktet Limenitis och familjen praktfjärilar. Inga underarter finns listade i Catalogue of Life.